# Tourcelles-Chaumont
Tourcelles-Chaumont är en kommun i departementet Ardennes i regionen Grand Est (tidigare regionen Champagne-Ardenne) i nordöstra Frankrike. Kommunen ligger  i kantonen Machault som ligger i arrondissementet Vouziers. År 2022 hade Tourcelles-Chaumont 87 invånare.

## Befolkningsutveckling
Antalet invånare i kommunen Tourcelles-Chaumont
Referens: INSEE